# Bodotriinae
Sous-famille
Les Bodotriinae sont une sous-famille de crustacés appartenant à la classe des malacostracés, à l'ordre des cumacés et à la famille des Bodotriidae.

## Genres
Alticuma - Apocuma - Atlantocuma - Austrocuma - Bacescuma - Bodotria - Coricuma - Cyclaspis - Cyclaspoides - Eocuma - Iphinoe - Upselaspis - Zygosiphon